# Natação nos Jogos Olímpicos de Verão de 1900 - 1000 m livre masculino

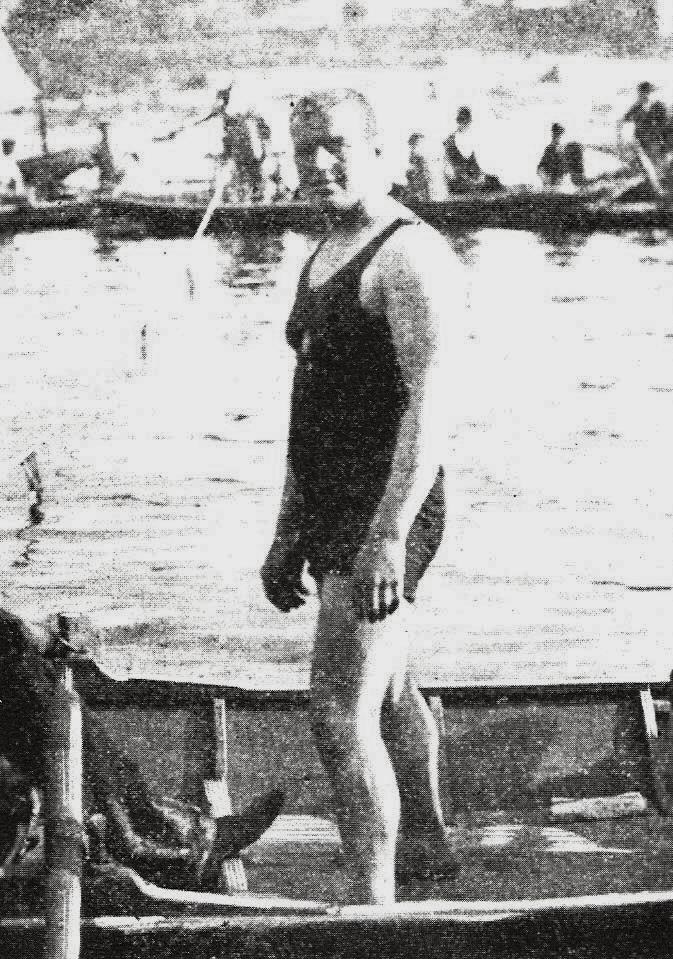
John Jarvis nos Jogos Olímpicos de 1900

A competição dos 1000 m livre masculino nos Jogos Olímpicos de Verão de 1900 foi uma das sete provas da natação desta edição dos Jogos. A competição contou com 16 nadadores, e foi disputada entre os dias 11 de agosto e 12 de agosto.

## Medalhistas
| Ouro   | GBR John Arthur Jarvis |
| Prata  | AUT Otto Wahle         |
| Bronze | HUN Zoltán Halmay      |

## Resultados

### Semifinais

#### Semifinal 1
| Pos. | Atleta                 | Tempo   | Notas |
| ---- | ---------------------- | ------- | ----- |
| 1    | GBR John Arthur Jarvis | 14:28.6 | Q     |
| 2    | FRA Maurice Hochepied  | 17:13.2 | q     |
| 3    | SWE Erik Erickson      | 17:41.2 | q     |
| 4    | FRA Fumouze            | 18:00.0 |       |

#### Semifinal 2
| Pos. | Atleta         | Tempo   | Notas |
| ---- | -------------- | ------- | ----- |
| 1    | FRA Verbecke   | 17:18.0 | Q     |
| 2    | FRA Lué        | 24:15.0 |       |
| 3    | FRA Lapostolet | 25:52.0 |       |
| —    | FRA Souchu     | DNF     |       |

#### Semifinal 3
| Pos. | Atleta             | Tempo   | Notas |
| ---- | ------------------ | ------- | ----- |
| 1    | HUN Zoltán Halmay  | 14:52.0 | Q     |
| 2    | AUT Otto Wahle     | 15:27.0 | q     |
| 3    | FRA Jean Leuilliux | 17:09.6 | q     |
| 4    | FRA Désiré Mérchez | 18:17.2 |       |

#### Semifinal 4
| Pos. | Atleta                     | Tempo   | Notas |
| ---- | -------------------------- | ------- | ----- |
| 1    | GER Max Hainle             | 15:54.0 | Q     |
| 2    | GBR Thomas Burgess         | 16:54.0 | q     |
| 3    | FRA Louis Martin (nadador) | 16:58.0 | q     |
| 4    | FRA Texier                 | 21:33.0 |       |

### Final
| Pos.              | Atleta                 | Tempo   |
| ----------------- | ---------------------- | ------- |
| Medalha de ouro   | GBR John Arthur Jarvis | 13:40.2 |
| Medalha de prata  | AUT Otto Wahle         | 14:43.6 |
| Medalha de bronze | HUN Zoltán Halmay      | 15:16.4 |
| 4                 | GER Max Hainle         | 15:22.6 |
| 5                 | FRA Louis Martin       | 16:30.4 |
| 6                 | FRA Jean Leuillieux    | 16:53.2 |
| 7                 | FRA Maurice Hochepied  | 16:53.4 |
| 8                 | FRA Verbecke           | 17:13.8 |
| 9                 | SWE Erik Erickson      | 17:50.0 |
| —                 | GBR Thomas Burgess     | DNF     |

Legenda
| Recorde mundial      | Recorde mundial (World record)               |                       | Recorde africano                      | Recorde africano (African) |                                           | Q | Classificado por posição (Qualified) |
| Recorde olímpico     | Recorde olímpico (Olympic record)            | Recorde da América    | Recorde da América (Americas)         | q                          | Classificado por melhor tempo (Qualified) |   |                                      |
| Melhor marca do ano  | Melhor marca do ano (World leading)          | Recorde asiático      | Recorde asiático (Asian)              | DNS                        | Não largou (Did not start)                |   |                                      |
| Recorde nacional     | Recorde nacional (National record)           | Recorde europeu       | Recorde europeu (European)            | DNF                        | Não terminou (Did not finish)             |   |                                      |
| Recorde pessoal      | Recorde pessoal do atleta (Personal best)    | Recorde da Oceania    | Recorde da Oceania (Oceania)          | DSQ / DQ                   | Desclassificado (Disqualified)            |   |                                      |
| Recorde da temporada | Recorde da temporada do atleta (Season best) | Recorde sul-americano | Recorde sul-americano (South America) | NM                         | Sem marca (No mark)                       |   |                                      |